# 曲磊磊
曲磊磊（1951年—）是一位英国华人画家。

## 生平
山東蓬萊人，出生於黑龍江，曲波、劉波夫婦的三兒子，由於家學淵源，於文、史、哲、醫均有涉獵，8歲開始學習書法、繪畫。1980年夏天與馬德升、黃銳、鐘阿城等人創辦星星畫社。1985年赴倫敦。1999年被推舉為英國中國書畫家會會長、全英中國人協會副會長、英國中國藝術基金會理事。作品多次在國際間獲獎。